# Asesinatos de emos en Irak
Los asesinatos de emos en Irak fueron una serie de homicidios, parte de una campaña en contra de adolescentes supuestamente homosexuales que vestían siguiendo la subcultura emo. En por lo menos 6 casos, y posiblemente hasta 70, hombres jóvenes fueron raptados, torturados y asesinados en Bagdad (Irak) en marzo de 2012. En septiembre de 2012, BBC News informaba de que hombres gais de Bagdad afirmaban que los asesinatos continuaban ocurriendo.

## Contexto
Antes de la invasión de Irak de 2003 orquestada por cuatro naciones (Estados Unidos, Reino Unido, Australia y Polonia) las minorías sexuales tenían una cierta libertad. Pero la invasión llevó al poder al conservador Partido Islámico Dawa y, aunque la homosexualidad no es ilegal en el país, es tabú, y muchas personas LGBT suelen ser discriminadas, maltratadas y/o asesinadas. Human Rights Watch afirma que desde 2004 cientos de hombres gais iraquíes han sido asesinados. Se cree que la campaña ha sido liderada por el ejército de al-Mahdi, con las fuerzas de seguridad iraquíes «conspirando y uniéndose a ellos». Testigos han relatado a Human Rights Watch que los asesinos entran en las casas violentamente o atrapan a sus víctimas en la calle, interrogándolos para extraer los nombres de otras víctimas y luego los asesinan, mutilando sus cuerpos.
Hacia 2007, según la organización con sede en Londres Iraqi LGBT, las organizaciones políticas y religiosas iraquíes habían lanzado una campaña organizada y coordinada para cazar, detener, torturar y asesinar a todo aquel que fuera percibido como gay. Grupos LGBT iraquíes afirman que el gobierno iraquí fuerza a las personas gais a dar nombres y direcciones de otros gais, luego los arresta y los entrega a grupos paramilitares para ser asesinados. Analistas de Oriente Medio de los servicios secretos afirman que estos asesinatos son parte de un movimiento general dentro de la población árabe chií de Irak hacia una sociedad «más religiosa, más conservadora y más agresiva», con el fin de consolidar su propio poder creando un gobierno fundamentalista chía.
En el periódico The Guardian, el activista estadounidense de derechos humanos, Scott Long, describió Irak como «una sociedad devastada con un proceso político roto y un público fracturado» y afirmó que «no sólo es incorrecto, es contraproducente llamar a estos asesinatos asesinatos gais». Apeló a los iraquíes a comenzar un debate sobre la diferencia, diciendo «los iraquíes deben discutir porqué los horrores de las cuatro últimas décadas han convertido la diferencia en intolerable».

## Antecedentes
La subcultura emo ganó popularidad entre los adolescentes iraquíes hacia 2011. Anteriormente, ya se había introducido en otros países árabes. La subcultura emo, que se origina en la música emo, se asocia en Occidente con una moda y una cierta alienación adolescente, pero en el mundo árabe también se asocia fuertemente con la homosexualidad. En 2009, la policía religiosa de Arabia Saudita arrestó a 10 mujeres emo por haber supuestamente causado un altercado en una cafetería y en 2008 grupos conservadores egipcios criticaron a los seguidores de la moda emo en El Cairo por ser «discípulos de Satán» y homosexuales.
En febrero de 2012, la policía moral de Bagdad publicó una declaración en la página web del Ministerio del Interior iraquí criticando a los adolescentes emo por llevar «ropa extraña y ajustada, con imágenes de calaveras» y «anillos en sus narices y lenguas». La declaración condenaba a los emos como satánicos y citaba al coronel Mushtaq Taleb al-Mahemdawi diciendo que la policía moral había obtenido el permiso oficial del Ministerio del Interior para «eliminar [el fenómeno] tan pronto como sea posible, puesto que está afectando negativamente a la sociedad y convirtiéndose en un peligro». El New York Times informó de que en las semanas siguientes comenzaron a aparecer folletos en contra de los emos en todo Bagdad, que amenazaban de muerte a los gais si no se cortaban el pelo, dejaban de llevar la ropa de los adoradores del demonio y paraban de escuchar música heavy metal, emo y rap.

## Asesinatos
Fuentes de las fuerzas de seguridad del Ministerio del Interior iraquí sitúan el número de muertes en seis. Sin embargo, la agencia de noticias Reuters informaba de que fuentes de hospitales y fuerzas de seguridad hablaban de catorce o más, y grupos de derechos humanos en Irak, como el BRussells Tribunal, hablaban de que el número de muertes podría llegar a cien. La agencia Associated Press informó de que una fuente anónima del Ministerio del Interior habría determinado el número de asesinados en 58 y que todos eran hombres, con una excepción. Según la BBC, las Naciones Unidas determinaba el número de muertes en por lo menos doce, pero creía que el número real era mucho más elevado.
Los cadáveres fueron hallados en vertederos, tras haber sido golpeados hasta la muerte con bloques de cemento, en una práctica conocida como «muerte por bloques» o mawt al-blokkah. Una persona que había conseguido escapar de un ataque contó al periódico libanés Al Akhbar que «primero tiran bloques de cemento a los brazos del chico, luego a sus piernas, entonces el golpe final es a la cabeza, y si no está muerto, entonces empiezan otra vez».

## Responsabilidad de los asesinatos
Grupos internacionales de defensa de los derechos humanos han demandado a las autoridades iraquíes que investiguen los asesinatos, afirmando que son culpables grupos paramilitares y la policía, incluyendo grupos como el Ejército de al-Mahdi, creado en 2003 por el conocido clérigo chía Muqtada al-Sadr. Comentaristas iraquíes y el catedrático de historia de Oriente Medio estadounidense Mark Levine han especulado que el despliegue de grupos paramilitares en contra de adolescentes emos sirve los intereses del Gobierno iraquí en que mantiene ocupados a esos grupos paramilitares, distrayendo su furia y descontento de otros posibles objetivos en el caótico Irak de la posguerra. La cadena de televisión iraquí Al Sumaria informó de que Sadr negaba ser responsable de las muertes, llamando a los emos adolescentes estúpidos y contra natura, pero diciendo que deberían ser tratados por medios legales.
Tras la aparición de los asesinatos en los medios de comunicación, las autoridades iraquíes negaron que existiese una campaña de asesinato de adolescentes gais o emos y declararon que la historia había sido inventada por fuerzas contrarias a la religión y al Gobierno. Afirmaron que los adolescentes emos podían vestir como quisiesen y que el Gobierno los protegería.
En septiembre de 2012, la BBC entrevistó en Bagdad a 17 hombres gais y a antiguos policías, todos ellos personas que tenían novios o amigos que habían sido asesinados; echaron la culpa al Ministerio del Interior iraquí por incitar a los asesinatos y dijeron que los asesinatos seguían ocurriendo.

## Repercusiones
En mayo de 2012, como resultado de los asesinatos de emos, según la Comisión Internacional Gay y Lesbiana de Derechos Humanos, el Gobierno de los Países Bajos «extendió» su política de asilo a las personas LGBT iraquíes.
El informe Country Reports on Human Rights Practices de 2013 para Irak del Departamento de Estado de los Estados Unidos informó que en 2013 el gabinete del Gobierno iraquí estableció un comité interministerial que publicó una declaración diciendo que las personas LGBT «no eran diferentes» de otras y establecieron una carta para describir las protecciones mínimas que se les deben.